# Briar (Texas)
Briar es un lugar designado por el censo ubicado en el condado de Tarrant en el estado estadounidense de Texas. En el Censo de 2010 tenía una población de 5.665 habitantes y una densidad poblacional de 99,66 personas por km².

## Geografía
Briar se encuentra ubicado en las coordenadas 32°59′10″N 97°33′37″O / 32.98611, -97.56028. Según la Oficina del Censo de los Estados Unidos, Briar tiene una superficie total de 56.84 km², de la cual 52.96 km² corresponden a tierra firme y (6.83%) 3.88 km² es agua.

## Demografía
Según el censo de 2010, había 5.665 personas residiendo en Briar. La densidad de población era de 99,66 hab./km². De los 5.665 habitantes, Briar estaba compuesto por el 92.11% blancos, el 0.85% eran afroamericanos, el 0.86% eran amerindios, el 0.71% eran asiáticos, el 0.16% eran isleños del Pacífico, el 3.04% eran de otras razas y el 2.28% pertenecían a dos o más razas. Del total de la población el 7.96% eran hispanos o latinos de cualquier raza.